# 希梅諾·加爾塞斯 (潘普洛納)
希梅諾二世·加爾塞斯（西班牙語：Jimeno II Garcés，？—931年5月29日）是加西亞·希梅內斯與他第二任妻子帕亞斯的達迪爾迪斯（Dadildis of Pallars）的兒子，也就是潘普洛納的桑喬一世的弟弟。他從925年開始統治直到去世（931年）。然而有時候有提到他曾作他姪子加西亞的攝政，至少有一份當代的文件紀錄國王為他的名字而非他的姪子。只有在他統治的最後一年，加西亞有跟他一同出現在王室頭銜上。在927年，他帶領一支軍隊去支援他在卡希家族的親戚，導致哥多華埃米爾阿卜杜·拉赫曼三世（希梅諾妻子的姪子）只能不戰而退。
希梅諾娶桑琪亞·阿斯納雷斯（Sancha Aznárez）為妻，桑琪亞是他弟弟桑喬的王后托達·阿斯納雷斯的妹妹，她也是弗頓·加爾塞斯國王的孫女。希梅諾與桑琪亞的子女有：
- 加西亞（García），他與她的母親前往加斯科尼（Gascony）。
- 桑喬（Sancho），娶巴伊羅（Bailo）伯爵加西亞的女兒基希羅（Quissilo）為妻。
- 達迪爾迪斯，是威斯卡瓦利穆薩·阿斯納·伊本·塔威爾（亞拉岡阿斯納·加林德斯二世的孫子）的妻子。

希梅諾另外與一名情婦還有一個兒子名叫加西亞，他去世於哥多華。
| 前任者： 桑喬一世 | 潘普洛納國王 925–931 | 繼任者： 加西亞·桑切斯一世 |